# Патауді
Патауді — місто, техсіль і один з 4 підрозділів округу Гуруграм в індійському штаті Хар'яна, в межах національного столичного регіону Індії . Воно розташоване за 28 км (17,4 милі) на південний захід від міста Гуруграм .
Дорога Ґурґаон-Патауді, відома як Патауді-роуд, була державною магістраллю SH 26, а у 2023 році її перетворюють на національну магістраль NH 352W як альтернативу шосе NH 48, шосе Делі-Джайпур, щоб зменшити затори на NH 48. Дорогу було включено як нові коридори зростання в Gurugram.  

## Історія
Невеликий князівський штат Патауді був утворений у 1804 році Ост-Індійською компанією з 40 сіл, включаючи село Патауді (як воно тоді називалося), як винагорода Фаїзу Талаб-хану, пуштуну з племені баречів, за допомогу Компанії проти Маратхської імперії під час Другої англо-маратхської війни, а англійці зробили Фаїза Талаб-хана навабом Патауді. У 1947 році Патауді увійшов до складу Індійського Союзу.
Мансур Алі Хан, син колишнього наваба, був колишнім капітаном збірної Індії з крикету. Його резиденція була перетворена на готель, але згодом була викуплена його сином-актором. Поруч Акбар Манзіл, збудований після 1857 року як офіційна резиденція тодішнього наваба, пізніше був перетворений на качехрі (судовий комплекс), а зараз використовується як божниця (крамниця).

## Географія
Місто Патауді розташоване за координатами 28.32° пн. ш. 76.78° сх. д. Його середня висота над рівнем моря становить 240 метрів (787 футів). Патауді - це напівпосушлива місцевість, де випадає мало опадів.

## Демографія
За даними перепису населення Індії 2001 року, населення Патауді становило 16 064 особи. Чоловіки складають 53% населення, а жінки - 47%. Середній рівень грамотності в Патауді становить 57%, що нижче, ніж в середньому по країні (59,5%): чоловіча грамотність становить 65%, а жіноча - 48%. У Патауді 17% населення віком до 6 років. Їхнє основне заняття - сільське господарство. Рао Канвар Сінгх Ядав (батько Крішана Лала Ядава і Рама Автара Ядава), відомий борець за свободу села Куні Далтабад, також родом з Патауді.
Агіри / ядави домінують у цьому районі, тоді як раджпути становлять 12 000 і приблизно така ж кількість джатів . 

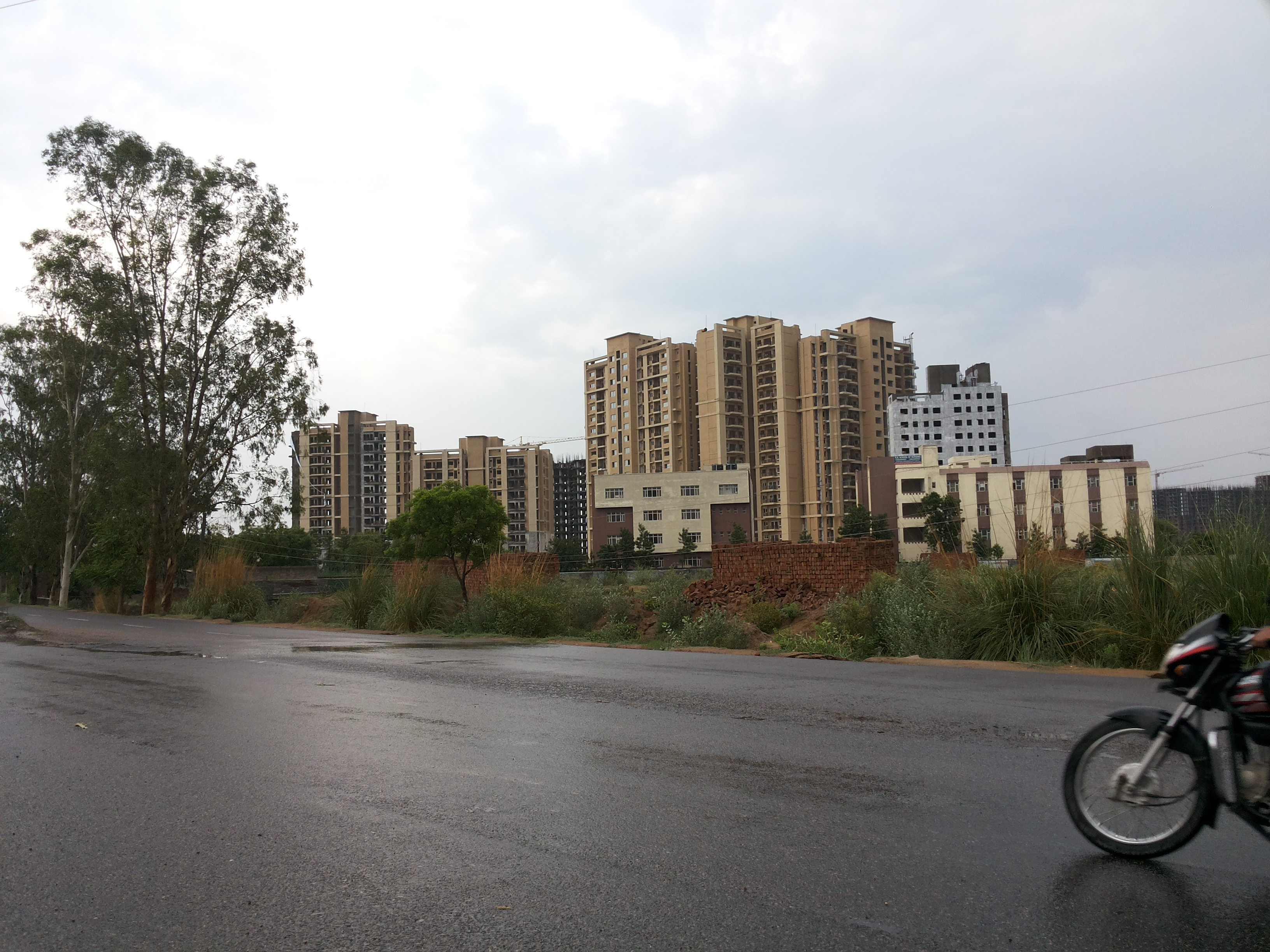
Будівельні роботи на новозбудованій дорозі Патауді

## Розбудова
Протягом останніх двох десятиліть на дорозі Патауді від Гархі Харсару до швидкісної автомагістралі KMP спостерігався розвиток нерухомості, але біля міста Патауді не було значного розвитку. На дорозі Патауді з'являється кілька житлових будинків, логістичний парк, спеціальні економічні зони (СЕЗ) компанії Reliance, СЕЗ Raheja Engineering та комерційний сектор.
Готується проект плану розвитку міста Патауді. Очікується, що він матиме близько 4-5 секторів.

## Нове місто у Патауді
У червні 2018 року головний міністр уряду БДП Манохар Лал Хаттар оголосив про створення нового міста, що прилягатиме до Гуруграму. До нього увійде територія від Манесара до Реварі та район навколо Патауді. Нове місто, ймовірно, буде розташоване на площі щонайменше 50 000 га, що більше, ніж Чандігарх (11 400 га), але менше, ніж Гуруграм (73 200 га). Місто буде розвиватися в режимі державно-приватного партнерства. Інші аспекти планового розвитку міста будуть підготовлені консультантом у детальному генеральному плані". Запропоноване місто буде добре пов'язане з сусідніми міськими центрами через національні та державні автомагістралі, швидкісну автомагістраль Кундлі-Манесар-Палвал (KMP) та інші основні районні дороги. Очікується, що консультант також запропонує план дорожньої мережі, план метрополітену, необхідне залізничне та автомобільне сполучення і громадський транспорт для запропонованого міста, а також оцінить запропоновану соціальну, економічну та фізичну інфраструктуру.

## Транспорт
Була побудована Північна периферійна дорога NH 248-BB, широко відома як швидкісна автомагістраль Дварка. Дорога Патауді NH 352W з'єднує місто Патауді з цією швидкісною автомагістраллю Дварка. Стара траса дороги Патауді продовжується від швидкісної автомагістралі Дварка до міста Гургаон як міська дорога.
Компанія HUDA побудувала нову з'єднувальну дорогу, що з'єднує Манесар з дорогою Патуаді біля села Вазірпур. Довжина дороги становить 3,5 км.

### Залізниця
Залізнична станція Патауді Роуд, що обслуговується Північною залізницею Індійських залізниць, розташована поблизу Хайлейманді за 3 км від Патауді. Через цю станцію проходять поїзди між Реварі та Делі, і деякі з них тут зупиняються.

## Цікаві факти
- Патауді — одна з локацій зйомок фільму «Їсти, молитися, кохати» (2010).